# Maria Curcio
Maria Curcio (* 27. August 1918 in Neapel; † 30. März 2009 bei Porto), eine Schülerin des Pianisten Artur Schnabel, war in London und weltweit als Klavierlehrerin tätig.

## Leben und Wirken
Maria Curcio war die Tochter eines italienischen Vaters und einer brasilianischen Mutter. Mit drei Jahren erhielt sie ihren ersten Klavierunterricht bei der Mutter, fünfjährig konzertierte sie bereits für Nachbarn und Freunde der Familie. Weitere Lehrer in Italien waren Alfredo Casella und Carlo Zecchi; Curcio sah sich jedoch vor allem als Schülerin des Pianisten Artur Schnabel. Schnabel unterrichtete nur selten Kinder oder Jugendliche; auf Vermittlung seines Sohnes Karl-Ulrich durfte sich die Fünfzehnjährige aber vorstellen und erhielt zunächst Unterricht in Schnabels Haus am Comer See, später in europäischen Städten, in denen sich die Wege der beiden kreuzten.

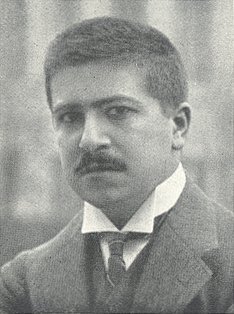
Der Pianist Artur Schnabel, Curcios wichtigster Klavierlehrer

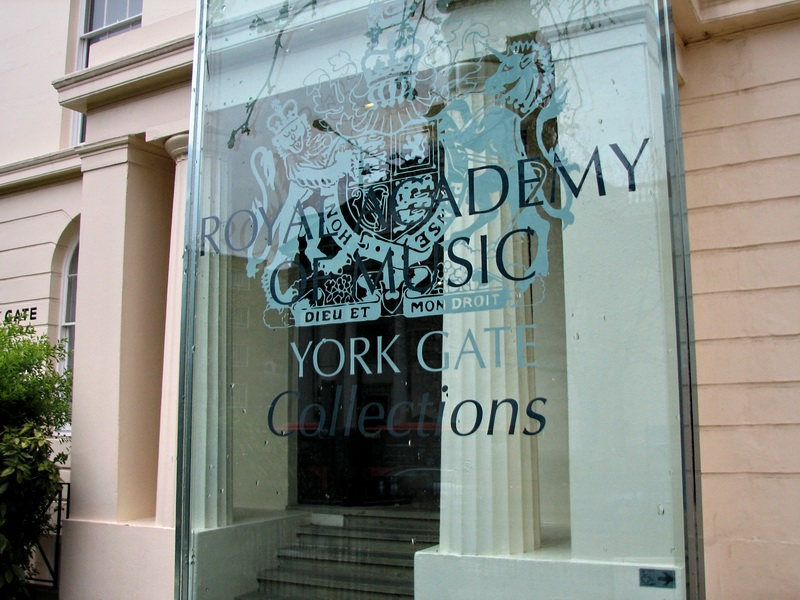
Die Royal Academy of Music (London), an der Curcio als Gastprofessorin wirkte

Im Februar 1939, im Alter von zwanzig Jahren, trat sie in der Londoner Aeolian Hall auf. Auf dem Programm standen Werke von Beethoven, Mozart, Schubert und Strawinsky (den Curcio als Schülerin von Nadia Boulanger in Paris kennengelernt hatte); die Londoner Times rühmte die „lateinische Klarheit“ ihres Spiels.
Der Beginn des Zweiten Weltkriegs bedeutete das vorläufige Ende aller beruflichen Hoffnungen. Curcio folgte Peter Diamand, Schnabels jüdisch-österreichischem Sekretär, nach Amsterdam, wo sich die beiden vor den Nationalsozialisten versteckt hielten, zeitweise in Dachkammern. Diamand wurde aufgegriffen und vorübergehend in einem Konzentrationslager auf niederländischem Gebiet festgehalten. Maria Curcio war bei Kriegsende aufgrund von Unterernährung und Tuberkulose sehr geschwächt und teilweise gelähmt, und es dauerte noch mehrere Jahre, bis sie wieder gehen und Klavier spielen konnte.
Als Konzertpianistin trat sie zusammen mit Dirigenten wie Otto Klemperer und Carlo Maria Giulini auf und begleitete den Geiger Szimon Goldberg, den Cellisten Raphael Lanes und die Sängerin Elisabeth Schwarzkopf. 1963 jedoch gab sie ihr letztes Konzert und begann, sich ganz aufs Unterrichten zu konzentrieren.
1948 hatten Curcio und Diamand geheiratet. Etwa gleichzeitig war Diamand Leiter des Holland-Festivals geworden; 1965 übernahm er die Leitung der Edinburgher Festspiele. 1972 wurde die Ehe geschieden, aber das gute Einvernehmen blieb immer erhalten.
Ab 1965 lebte Curcio in London und erwarb sich einen internationalen Ruf als außergewöhnlich gute und erfolgreiche Klavierlehrerin. Sie gab Meisterklassen vor allem am Pariser Konservatorium und im Jerusalem Music Center, aber auch in Deutschland, Spanien, Griechenland und Japan, in Brasilien, Venezuela, Kanada und den Vereinigten Staaten. Mit Benjamin Britten und Peter Pears verband sie eine lange Freundschaft. Ab 1996 war sie Gastprofessorin an der Londoner Royal Academy of Music; ihre letzten Lebensjahre verbrachte Maria Curcio in der Nähe von Porto, wo sie von ihrer ehemaligen Haushälterin betreut wurde.

„Wenige, die außerhalb der Welt der klassischen Musik stehen, haben von (…) Maria Curcio gehört, aber innerhalb dieser Welt ist sie eine Legende (…)“

## Schüler
Maria Curcio war musikalische Beraterin von Pianisten wie Martha Argerich, Leon Fleisher, Claude Frank und Radu Lupu. Zu ihren Schülern zählten (in alphabetischer Reihenfolge) Pierre-Laurent Aimard, Saleem Abboud Ashkar, Douglas Ashley, Kim Barbier, Angela Brownridge, Chiao-Ying Chang, Eric Chumachenco, Barry Douglas, Julian Evans, Peter Frankl, Sam Haywood, Seung-Yeun Huh, Niel Immelman, Terence Judd, Alfredo Perl, José Maria Pinzolas, Hiromi Okada, Rafael Orozco, Éric Le Sage, Sergio Daniel Tiempo, Mitsuko Uchida und Bob Versteegh.

## Informationsbasis